# Microlera ptinoides
Microlera ptinoides là một loài bọ cánh cứng trong họ Cerambycidae.